# 201ª Divisione costiera
La 201ª Divisione Costiera fu una grande unità di fanteria del Regio Esercito italiano durante la seconda guerra mondiale.

## Storia
La divisione venne costituita il 1º novembre 1942 per scioglimento della I Brigata costiera, con personale tratto dalla brigata stessa e dai richiamati delle classi anziane. I compiti principali della divisione erano, come quelli della brigata, la prevenzione e la repressione delle azioni di sabotaggio su vie di comunicazione, impianti e strutture portuali, da parte di infiltrati via mare o dalla frontiera francese. Il settore di competenza della divisione, inquadrata nel XV Corpo della 4ª Armata, si estendeva per 300 km da Mentone a Levanto. In questo vitale settore ricadeva anche il Comando Difesa del Porto di Genova, che aveva alle sue dipendenze il 102º Reggimento fanteria costiero, vari reparti della GaF, artiglierie ed altre unità minori.
Nel novembre del 1942, su disposizione del Comando Difesa Territoriale di Genova la divisione perse i VI Gruppo da 105/28 ma venne potenziata ricevendo due gruppi di artiglieria da posizione costiera (P.C.) da 105/15, la 160ª e 161ª Batteria da 105/15 ed il comando del CXXXII Gruppo artiglieria P.C., il CXXXV Gruppo artiglieria P.C. con la 166ª e la 167ª Batteria da 105/15.
Dal 15 novembre venne aggregato il 7º ed il 1º dicembre il 1º Raggruppamento artiglieria d'armata. Operando su una zona di confine, le competenze si sovrapponevano in parte con quelle della Guardia alla Frontiera. In tal senso, nel gennaio 1943, su disposizione del Comando di Artiglieria del XV Corpo d'armata, da cui la 201ª dipendeva, il settore costiero di Mentone (che si estendeva da Ponte San Luigi a Ponte Mala) ritornò di competenza del Comando GaF del XV Corpo d'armata: dall'8 gennaio quindi la 50ª Batteria da 75/27 di Capo Mortola, la 951ª Batteria da 7,5 cm FK 243(h) di Balzi Rossi, la 602ª Batteria da 100/17 e la batteria obici da 100/17 del LVII Gruppo GaF di Cap-d'Ail.
Negli stessi giorni la divisione riceveva invece tre batterie da 75/13 del 117º Reggimento artiglieria divisionale della 105ª Divisione fanteria "Rovigo".
Tra gennaio e febbraio la divisione fu impegnata nell'apprestamento di postazioni difensive delle coste. Le mutate condizioni strategiche richiesero operazioni di fortificazione sull'isola Gallinara. Infatti, se fino ad allora il dispositivo era modellato sull'esigenza di controllare e contenere l'incursione dal mare di piccole unità di sabotatori, con il volgere al peggio della guerra il dispositivo doveva essere rimodellato in modo da far fronte ad operazioni di sbarco alleate più in grande stile. L'isola della Gallinara si presentava come un naturale caposaldo avanzato che in caso di sbarco avrebbe permesso di battere alle spalle il nemico sulla spiaggia. Venne quindi distaccato sull'isola un presidio di due plotoni mitraglieri ed uno fucilieri che avrebbero protetto due batterie: una da 105/27 sul lato settentrionale dell'isola, che avrebbe battuto la piana di Albenga e lo specchio di mare antistante il tratto tra Loano ed il delta del Genta; una sezione da 75/27 era invece appostata sul lato meridionale, a copertura della costa tra la villa Ramella (Loano) ed il promontorio di Capo Mele.
L'attività di presidio e fortificazione proseguì fino al settembre 1943, quando in conseguenza dell'armistizio di Cassibile la 201ª Divisione costiera si sciolse.

## Ordine di battaglia: 1942.[1]
- 5º Reggimento costiero
  - CCV Battaglione costiero
    - quattro compagnie

  - CCCXXIV Battaglione costiero
    - quattro compagnie

  - CXI Battaglione mitraglieri da posizione
  - 639ª Compagnia mitraglieri da posizione
  - 501ª Compagnia mitraglieri da posizione
- 131º Reggimento costiero
  - X Gruppo squadroni appiedato/19º Reggimento "Cavalleggeri Guide"
    - quattro squadroni

  - XXI Battaglione costiero
    - quattro compagnie

  - CCVI Battaglione costiero
    - quattro compagnie

  - 52º Nucleo anti-paracadutisti
  - 53º Nucleo anti-paracadutisti
  - 54º Nucleo anti-paracadutisti
- 50º Raggruppamento artiglieria da posizione costiero (P.C.)
  - V Gruppo artiglieria P.C.
    - 116ª Batteria da 105/28
    - 101ª Batteria da 149/35 Mod. 1901

  - VI Gruppo artiglieria P.C.
    - 117ª Batteria da 105/28
    - 102ª Batteria da 149/35

  - CXXXII Gruppo artiglieria P.C.
    - 50ª Batteria da 75/27
      - sezione da Bourges 105 mm C Mle 1935
      - sezione da Schneider 75 mm M Mle 1919
      - sezione da 75/17
      - sezione da 75/17

    - 160ª Batteria da 105/15
    - 161ª Batteria da 105/15

  - CXXXV Gruppo P.C.
    - 166ª Batteria da 105/15
    - 167ª Batteria da 105/15
    - 212ª Batteria da 105/15
- 7º Raggruppamento artiglieria d'armata
  - IX Gruppo artiglieria 
    - 25ª Batteria da 149/35
    - 26ª Batteria da 149/35
    - 27ª Batteria da 149/35
    - Reparto munizioni e viveri (R.M.V.)

  - X Gruppo 
    - 28ª Batteria da 149/35
    - 29ª Batteria da 149/35
    - 30ª Batteria da 149/35
    - R.M.V.

  - XI Gruppo
    - 31ª Batteria da 149/35
    - 32ª Batteria da 149/35
    - 33ª Batteria da 149/35
    - R.M.V.

  - XII Gruppo
    - 34ª Batteria da 149/35
    - 35ª Batteria da 149/35
    - 36ª Batteria da 149/35
    - R.M.V.
- 1º Raggruppamento artiglieria d'armata
  - I Gruppo da 149/35
    - 1ª Batteria da 149/35
    - 2ª Batteria da 149/35
    - 3ª Batteria da 149/35
    - R.M.V.

  - II Gruppo da 149/35
    - 4ª Batteria da 149/35
    - 5ª Batteria da 149/35
    - 6ª Batteria da 149/35
    - R.M.V.

  - LXI Gruppo da 152/13
    - 151ª Batteria
    - 152ª Batteria
    - 153ª Batteria
    - R.M.V.

  - LXII Gruppo da 152/13
    - 154ª Batteria
    - 155ª Batteria
    - R.M.V.
- XV Battaglione mitraglieri someggiato
  - 1ª Compagnia
  - 2ª Compagnia
- dipendenza solo operativa:
  - T.A. 120/2/S da 120/45
  - T.A. 152/4/T da 152/40
  - 64ª Batteria M.A.C.A.
  - 65ª Batteria M.A.C.A.
  - 40ª Batteria M.A.C.A.
  - 43ª Batteria M.A.C.A.
  - 62ª Batteria M.A.C.A.
  - 63ª Batteria M.A.C.A.
  - Milizia portuaria di Savona
  - stazioni dei CC.RR. dell'area di competenza
  - nuclei della Guardia di Finanza dei circoli di Savona e Imperia
- Comando Difesa Porto di Genova
  - 102º Reggimento fanteria costiero

## Comandanti (1941-1943)
- Gen. B. ris. Costantino Salvi[1] (1 novembre 1942 - 11 agosto 1943)
- Gen. D. spe. Enrico Gazzale.[2] (12 agosto - 9 settembre 1943)